# Espoon keskus
Espoon keskus (schwed. Esbo centrum) ist ein Stadtteil der finnischen Stadt Espoo. Er hat etwa 19.000 Einwohner und gehört zum Stadtbezirk (finn. suuralue) Vanha-Espoo.
Wörtlich übersetzt bedeutet der Name „Zentrum von Espoo“. Der Stadtteil liegt im ungefähren geografischen Mittelpunkt von Espoo an der Stelle, wo sich schon im Mittelalter ein Dorf namens Espoo/Esbo befand. Der Stadtteil beherbergt die wichtigsten Verwaltungsgebäude und den einzigen auch von Fernzügen bedienten Bahnhof der Stadt, doch um eine eigentliche Innenstadt handelt es sich nicht (als Teil der "Hauptstadtregion", der Agglomeration rund um Helsinki, hat Espoo keine eindeutige eigene Innenstadt). Tatsächlich liegt Espoon keskus am Außenrand des urbanisierten Gebiets, da sich die dichtere Bebauung in Espoo auf den südlichen Teil des Stadtgebiets konzentriert, der Helsinki am nächsten liegt, während der nördliche Teil ländlich geprägt ist.
Ihren heutigen Namen erhielt die Gegend in den 1970er Jahren, als Espoo den Rang einer Stadt erhielt und die Verwaltungsgebäude errichtet wurden. Auch die übrige Bausubstanz entstammt größtenteils dieser oder jüngerer Zeit. In Espoon keskus befindet sich aber auch das älteste erhaltene Gebäude der Stadt, der mittelalterliche Dom von Espoo.

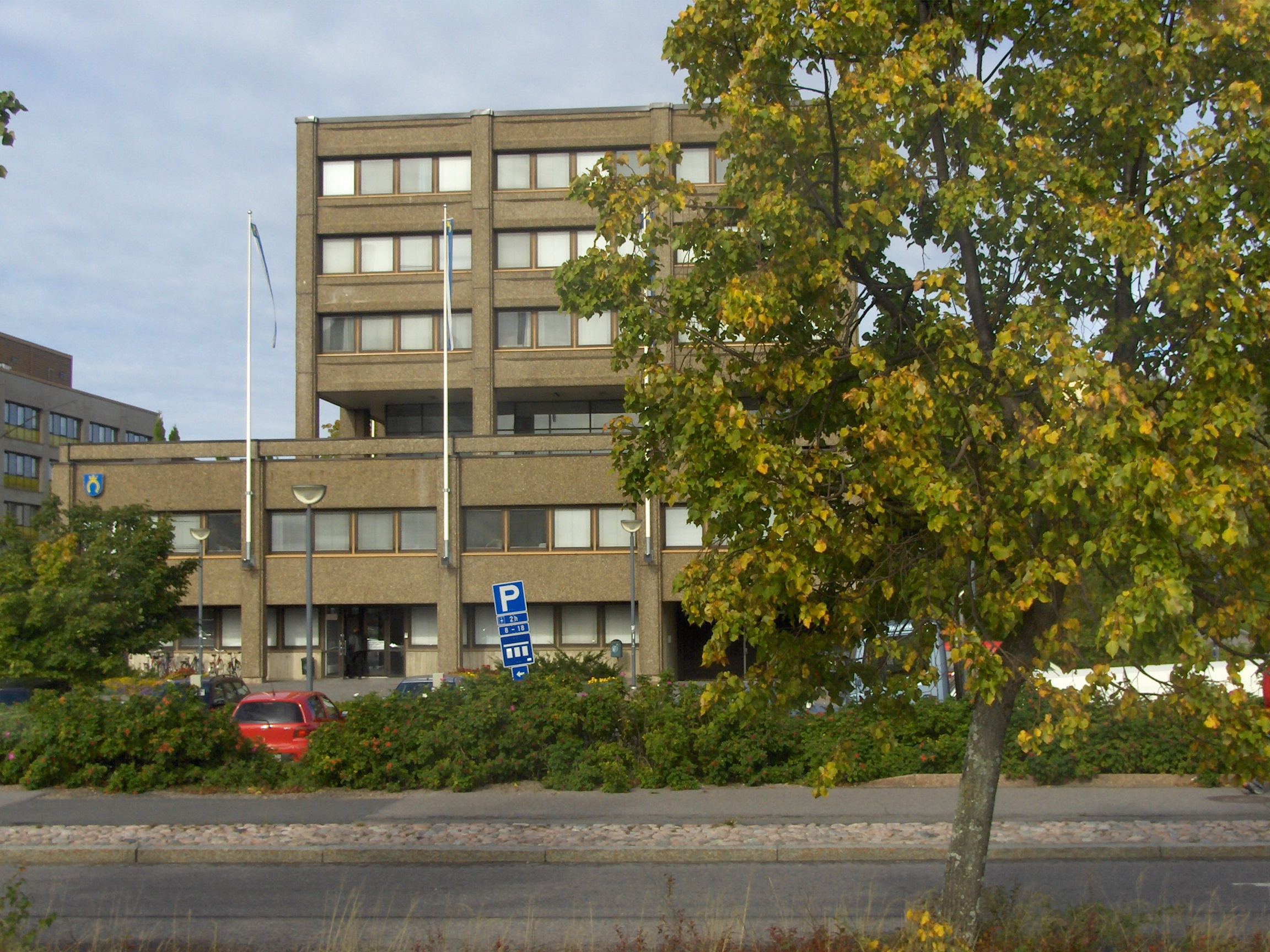
Das Rathaus von Espoo
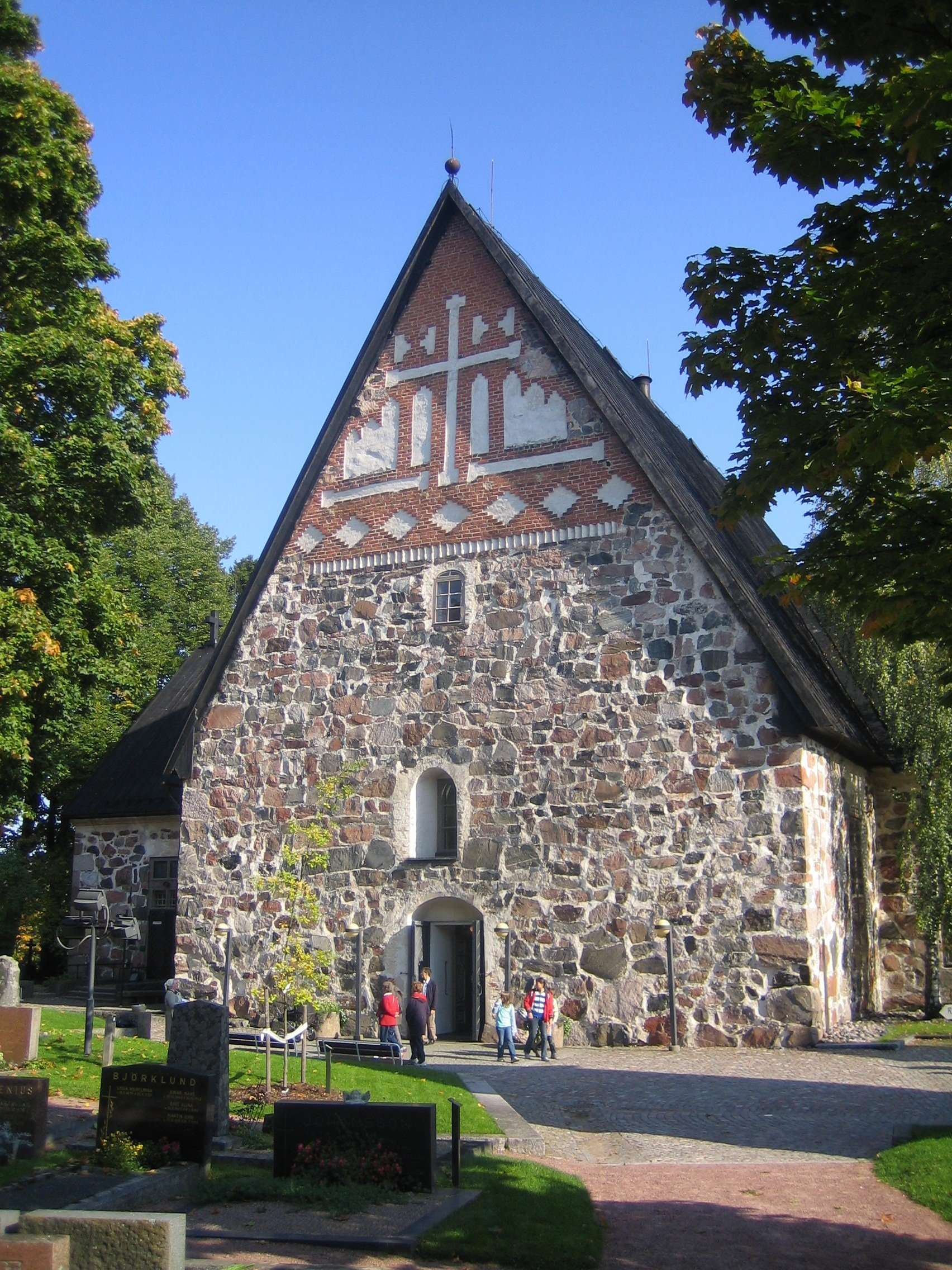
Der Dom